# Monte suculento de Madagascar
El monte suculento de Madagascar es una ecorregión de la ecozona afrotropical, definida por WWF, situada en el suroeste de Madagascar.
Forma, junto con la ecorregión de matorral espinoso de Madagascar, la región denominada matorral de Madagascar, incluida en la lista Global 200.

## Descripción
Es una ecorregión de desierto con una extensión total de unos 79.900 kilómetros cuadrados. Limita al norte con la selva seca caducifolia de Madagascar, al este con la selva subhúmeda de Madagascar a una altitud entre 600 y 800 metros, al sur con el matorral espinoso y al este con el canal de Mozambique y dos de los enclaves del manglar de Madagascar.
El clima es tropical seco, con una estación seca entre mayo y octubre.

## Flora
Esta ecorregión es un mosaico de selvas caducifolias y plantas suculentas adaptadas al clima seco.
Predominan los árboles de las familias Bombacaceae, Euphorbiaceae y Leguminosae y los arbustos de Sapindaceae, Euphorbiaceae, Anacardiaceae y Burseraceae.

## Fauna
La ecorregión es un hábitat importante para ocho especies de lémur y casi un centenar de aves.
Entre la fauna de la región destaca la tortuga terrestre Pyxis planicauda.

## Endemismos
Entre las plantas endémicas cabe citar dos especies de baobab (Adansonia za y Adansonia grandidieri) y varias del género Pachypodium.
Hay tres especies de mamíferos endémicos:
- El roedor Hypogeomys antimena
- El lémur ratón de Berthe (Microcebus berthae)
- El lémur megaladápido Lepilemur ruficaudatus

Dos especies de aves endémicas:
- El bubul de Appert (Phyllastrephus apperti)
- El mesito pechiblanco (Mesitornis variegata)

También hay varias especies de reptiles y anfibios endémicas.

## Estado de conservación
En peligro crítico. Las principales amenazas para esta ecorregión son la expansión de la agricultura y el fuego.

## Protección
La protección de esta ecorregión, incluso dentro de las escasas áreas protegidas, es deficiente.
- Parque Nacional Kirindy-Mitea
- Parque Nacional Zombitse-Vohibasia
- Reserva Especial de Andranomena